# Мецен (Рендсбург-Екернферде)
Мецен (њем. Meezen) општина је у њемачкој савезној држави Шлезвиг-Холштајн. Једно је од 165 општинских средишта округа Рендсбург. Према процјени из 2010. у општини је живјело 388 становника. Посједује регионалну шифру (AGS) 1058103.

## Географски и демографски подаци
Мецен се налази у савезној држави Шлезвиг-Холштајн у округу Рендсбург. Општина се налази на надморској висини од 53 метра. Површина општине износи 8,8 km². У самом мјесту је, према процјени из 2010. године, живјело 388 становника. Просјечна густина становништва износи 44 становника/km².

## Међународна сарадња
| Мјесто | Држава | Врста сарадње | Од    |
| ------ | ------ | ------------- | ----- |
| Билунд | Данска | партнерство   | 1967. |
| Извор  |        |               |       |